# 城峰中心
城峰中心（CitySpire Center）是纽约市最高的混合用途摩天大楼，位于曼哈顿中城西56街南侧，介于第六、第七大道之间。于1987年完工，该建筑高248米（814英尺）、75层，建筑面积359,000平方英尺（33,400平方）。建筑所有者为鐵獅門。
由赫尔穆特·扬设计建造的城峰中心是纽约市第11高、美国第42高的建筑。大楼下部23层为商业用途，上部则为高端公寓，并且面积随层数上升而增加。 
城峰中心为世界上第二高的混凝土大楼。 